# Su-a Lee

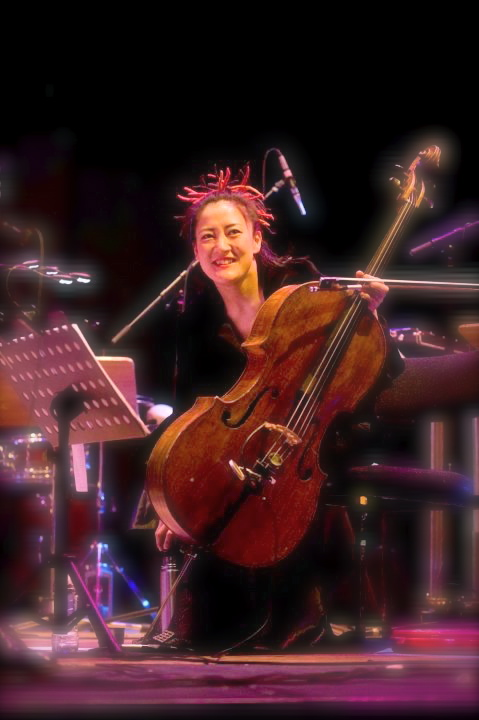
Su-a Lee

Su-a Lee (* in Seoul) ist eine in Schottland lebende südkoreanische Cellistin.
Lee studierte an der Chethams School of Music und an der Juilliard School (u. a. bei Harvey Shapiro). Nach dem Abschluss des Studiums ging sie nach Schottland und wurde 1993 Mitglied des Scottish Chamber Orchestra, dem sie seit mehr als 20 Jahren als stellvertretende Erste Cellistin angehört. Sie unternahm mit dem Orchester internationale Tourneen und spielte Aufnahmen mit Musikern wie Charles Mackerras, Alfred Brendel, Robin Ticciati, Joseph Swensen und Alexander Janiczek ein. Mit ihrer Schwester Song-a Lee gab sie ein Recital in der Carnegie Hall.
Daneben ist Lee auch auf dem Gebiet der Theater-, Ballett- und Filmmusik aktiv und arbeitet regelmäßig mit schottischen Jazz- und Folkmusikern zusammen. Unter anderem trat sie bei den Celtic Connections mit Jack Bruce von der Gruppe Cream und der Folkband Lau auf, improvisierte mit der belgischen Theatergruppe Reckless Sleepers und tourte mit dem Sarodmeister Amjad Ali Khan durch Indien. 2013 wurde sie Mitglied der Gruppe India Alba, mit der sie u. a. bei den Celtic Connections, dem Solas Festival und dem Insider Festival auftrat.
Mit dem Ensemble Mr McFall’s Chamber spielte sie ab 1996 avantgardistische Musik für Streichquartett, später wurde das Repertoire auf den Bereich des Progressive Rock, des Jazz, des Tango Nuevo und des Folk ausgeweitet. Es entstanden Aufnahmen mit dem Celtic-fusion-Musiker Martyn Bennett, dem norwegischen Jazzperkussionisten Thomas Strønen und dem Lyriker und Songwriter Michael Marra.
Ein besonderes Interesse Lees gilt der Arbeit mit jungen Musikern. Sie ist in der Jugendarbeit des Scottish Chamber Orchestra aktiv, ist Patron-in Chief des Perth Youth Orchestra, hat mehrere Jahre Musiker des  Icelandic National Youth Orchestra und des Cambridge County Youth Orchestra ausgebildet und ist Coach des National Youth Orchestra of Scotland. Mit dem Reeling and Writhing Theatre tourt sie erfolgreich mit einer Vorstellungsreihe für Babys.